# Pátek
Pátek je podle mezinárodní normy ISO 8601 označení pro pátý den po neděli (odtud i jeho název). V českém občanském kalendáři je počítán za pátý den týdne, v tradičním židovském a křesťanském kalendáři za den šestý. Ve většině zemí posledním z pěti pracovních dní před víkendem. V některých oblastech světa se počítá jako šestý den, protože se týden začíná nedělí. V některých zemích je pátek první den víkendu a neděle je první pracovní den. V Saúdské Arábii a Íránu je pátek poslední den víkendu (v sobotu je první pracovní den). Tatáž situace byla v Bahrajnu, Spojených arabských emirátech a Kuvajtu (od roku 2006 je tam pátek první den víkendu a neděle je začátek pracovního týdne).

Slovo pro pátek v evropských jazycích

## Významy pátku
Pátek je významný pro islám, neboť je to den společné týdenní modlitby v mešitě.
Pro křesťanství pátek dnem smrti Ježíše Krista, proto je to v mnoha církvích den pokání a postu. V byzantském ritu se zvlášť připomíná sv. Kříž.

## Různé názvy pátku
Pátek může být počítán i jako šestý den v týdnu, pokud neděli chápeme jako první, a nikoli jako poslední den v týdnu. Odtud pochází název ve středověké latině (feria sexta) a portugalštině (Sexta-feira).
V klasické latině se pátek označoval jako Dies Veneris (Venušin den), z čehož vznikly názvy pátku ve většině románských jazyků (it. venerdì, špan. viernes, fr. vendredi apod.). Anglické Friday či německé Freitag pochází od jména germánské bohyně Frigg, které byl tento den zasvěcen.
Z podobného základu vychází název pátku i v nizozemštině (vrijdag), švédštině, norštině a dánštine (fredag). V hindštině je název pátku shukravar, který vychází z výrazu Shukra, názvu planety Venuše v sanskrtu. Ruský výraz пятница znamená totéž, co v češtině, tedy pátý den v týdnu. Výraz pro pátek v současné řečtině Παρασκευἠ odkazuje na přípravy na židovský svátek sabat, který začíná v pátek večer.
Ve většině zemí s pětidenním pracovním týdnem je pátek posledním pracovním dnem před víkendem a proto je často nahlížen jako příčina pro oslavu nebo rozptýlení. V některých úřadech je v pátek povoleno nošení méně oficiálního oděvu a proto jsou tyto pátky také známy jako Casual Friday (Ležérní pátek) nebo Dress-Down Friday.
V Thajsku se s pátkem spojuje modrá barva – viz také Thajský solární kalendář.

## Pátek v historii
V roce 1867, kdy Spojené státy získaly od Ruska Aljašku, byla také nutná změna data, protože v Rusku byl v té době používán juliánský kalendář, zatímco v britských koloniích na americkém kontinentu od roku 1752 kalendář gregoriánský. Proto se v pátek 6. října 1867 změnilo datum na pátek 18. října. S tím souviselo i posunutí datové hranice, která byla dříve vedena po hranicích mezi Aljaškou a britskou Severní Amerikou, včetně kolonie Britské Kolumbie.

## Pátek v náboženství
Židovský Sabat začíná se západem Slunce v pátek a trvá do sobotního soumraku.
V křesťanství je Velký pátek pátkem před Velikonocemi. Je připomínkou Ježíšova ukřižování.
Někteří katolíci a pravověrní anglikáni se tento den zdržují konzumace masa z teplokrevných ušlechtilých zvířat a místo toho se spokojují s rybou. Ovšem dispens umožňuje toto porušit a nahradit jiným pokáním.
Kvakeři tradičně nazývají tento den jako „šestý den“, aby se tak vyhnuli pohanskému původu anglického názvu pátku.
V islámu, je pátek dnem veřejné pobožnosti v mešitách (viz páteční modlitba). V některých islámských zemích týden začíná v neděli a končí v sobotu, podobně jako židovský a křesťanský týden. Ve většině dalších islámských zemích, jako je např. Saúdská Arábie nebo Irák, však týden začíná sobotou a končí v pátek.

### Parasceve
Parasceve (z řeckého paraskeué) je, zdá se, název nahrazující starší výraz prosábbaton 'pre-sabbath', použitý v knize Júdit (viii, 6) a v titulu žalmu 92 (93). Tento výraz se stal, mezi helénskými Židy, jménem pro pátek a byl převzat řeckými církevními spisovateli po napsání „Učení dvanácti apoštolů“. Patrně tento výraz nejdříve označoval u Židů páteční odpoledne, pak se začal vztahovat na celý den, v kterém se prováděly „přípravy“ na sabat, jak je např. uvedeno v bibli krále Jakuba, kde je toto řecké slovo přeloženo jako „Den přípravy“. Protože zákonné předpisy měly být pečlivě dodržovány, bylo přikázáno na Parasceve připravit před západem Slunce (sabat začínal v páteční nocí) tři pokrmy z vybraných potravin; bylo zakázáno pustit se šestého dne odpoledne do obchodů, které by mohly zasáhnout do sabatu; Augustus oprostil Židy od určitých povinností od deváté hodiny (Flavius Iosephus, Židovské starožitnosti, XVI, vi, 2).
Parasceve, jak se zdá, se také aplikovalo v předvečer určitých svátků charakteru sabatu. Patří mezi ně především první den svátku nekvašených chlebů, 15. Nisan. Z Mišny (Pesach, iv, 1, 5) se dozvídáme, že Parasceve Pesachu, ať již připadlo na jakýkoliv den v týdnu, bylo dodržováno ještě více nábožensky než obyčejný pátek, v Judei se končilo s prací v poledne a v Galileji byl celý den volný. Ve školách byly probírány pouze otázky diskutované ohledně tohoto zvláštního Parasceve, odkdy by měl být zahájen odpočinek: Shammai mluví o začátku tohoto dne (večer 13. Nisanu); Hillel tvrdí, že po východu Slunce (ráno 14. Nisanu).
Použití slova Parasceve v evangeliích navozuje otázku ohledně skutečné dne Kristova ukřižování. Všichni evangelisté uvádějí, že Ježíš zemřel v den Parasceve (Matouš 27:62; Marek 15:42; Lukáš 23:54; Jan 19:14, 31), a je možné z Lukáše, xxiii, 54-56 a Jana, xix, 31, zjistit, že se jednalo o pátek, je však otázkou na který den měsíce Nisan tento pátek připadl. Svatý Jan zřetelně uvádí 14. Nisan, zatímco Synoptici naznačují, že Poslední večeře byla pesachovským jídlem, což vyvolává dojem, že Ježíš byl ukřižován na 15. Nisan. Ale to se těžko slučuje s následujícími fakty: když Jidáš opustil stůl, učedníci předpokládali, že jde koupit věci potřebné ke svátku (Jan 13:29) – a to by nebylo možné, pokud již svátek začal; po večeři on a jeho učedníci opustili město, jak by to udělali lidé detailně seznámení s tím, že mu hrozí zatčení, přičemž na 15. Nisan by to bylo proti Exodu 12:22; následující den ráno Židé ještě nejedli beránka a nadto byla během dne svolána rada; Šimon, který nesl kříž, pravděpodobně přišel z práce (Lukáš 23:26); Ježíš a dva lotrové byli ukřižováni a pak sňati z křížů; Josef z Arimatie zakoupil ten den jemné plátno (Marek 15:46) a Nikodém přinesl asi sto liber směsi myrhy a aloe (Jan 19:39) k pohřbu; konečně ženy připravovaly koření pro balzamování spasitelova těla (Lukáš 23:55) – všechno to jsou věci, které by znesvětily 15. Nisan. Většina vykladačů, kteří si myslí, že Poslední večeře byla jídlem velikonočním nebo je předcházejícím, trvá na tom, že Ježíš byl ukřižován, jak prohlásil svatý Jan, v pátek 14. Nisanu.

## Astrologie
V astrologii je pátek spojován s planetou Venuše. Ta spojuje pátek s láskou, mírem a relaxací, stejně jako s citovou silou a potlačenými sny.

## Nešťastný pátek
V některých kulturách je pátek považován za nešťastný den, zvláště pátek 13. Tato pověra je zvlášť rozšířena v námořnických kruzích; snad nejvíce známá byla pověra, že zahájení plavby v pátek přináší smůlu. V jednom z příběhů loď Královského námořnictva (HMS Friday) byla loď spuštěna na vodu v pátek, velel jí kapitán Friday, a nikdy více o ní již nebylo slyšet.
Používání gregoriánského kalendáře a jeho systému přestupného roku má za následek malou statickou neobvyklost, že 13. jakéhokoliv měsíce připadá s mírně větší pravděpodobností na pátek než na jiný den v týdnu. Toto číslo má hodnotu 688/4800, což dává ve výsledku hodnotu 0,1433333..., která je o málo větší než 1/7.

## Význačné pátky
- Velký pátek je v křesťanském kalendáři pátkem před Velikonocemi. Je připomínkou ukřižování Ježíše.
- Černý pátek odkazuje na některé historické pohromy, které se staly vždy v pátek.
- V USA je černý pátek také přezdívka pro den po dni díkuvzdání, první oficiální den vánočního sezónního prodeje, kdy většina obchodů se díky ziskům dostává ze ztrát (z „červených“ do „černých“ čísel) v daném roce.
- Ležérní pátek (také zvaný Dress-down Friday nebo Aloha Friday) je pátek, kdy je povoleno zaměstnancům některých firem nošení ležérních oděvů.

## Přehled
| jazyk         | výslovnost                 | význam         | poznámka |
| ------------- | -------------------------- | -------------- | --- |
| Albánština    | epremtja                   | -              | - |
| Angličtina    | Friday                     | Freyin den     | doslovný překlad |
| Arabština     | الجُمْعَة yaum adsch-dschum`a | -              | - |
| Čeština       | pátek                      | pátý den týdne | ve slovanských jazycích jsou jména dnů spjatá s jejich pořadím v týdnu a s několika církevními obyčeji |
| Čínština      | 星期五 libaiyi xīngqī wǔ   | pátý den týdne | Čínské dny v týdnu jsou číslovány 礼拜 libai je více jihočínská varianta slova týden a vychází zhruba ze smyslu „zbožňovat, ctít“ 星期 xingqi je jiný mandarinský výraz pro týden a skládá se z písmen 星 xing (= hvězda) a 期 qi (= období, perioda), může být tedy překládán jako „hvězdné období“, ohlas na původní babylonský význam. |
| Dánština      | fredag                     | Freyin den     | doslovný překlad |
| Francouzština | vendredi                   | Venušin den    | doslovný překlad |
| Hebrejština   | יום שישי‎ jom šiši          | -              | - |
| Hindština     | शुक्रवार šukravār             | Den Venuše     | doslovný překlad |
| Italština     | venerdi                    | Den Venuše     | doslovný překlad |
| Japonština    | 金曜日 kinjóbi             | Den Venuše     | Japonské dny v týdnu jsou nazývány podle nebeských těles: Slunce a Měsíc, pak následuje pět planet přiřazených jednomu z pěti elementů. |
| Korejština    | 금요일                     | Den Venuše     | Korejské dny v týdny jsou též nazvány podle nebeských těles. |
| Latina        | dies Veneris               | Den Venuše     | doslovný překlad |
| Maďarština    | Péntek                     | Pátý den týdne | převzato ze slovanského jazyka |
| Němčina       | Freitag                    | Freyin den     | doslovný překlad |
| Norština      | fredag                     | Freyin den     | doslovný překlad |
| Novořečtina   | παρασκευή paraskeví        | před sabatem   | doslovný překlad |
| Perština      | آدینه                      | -              | - |
| Portugalština | sexta-feira                | šestý den      | doslovný překlad (slovo feira není samotné používáno ve smyslu „Den“; z lat. „feria“ – volný den - pak „4. den po dni odpočinku“ – tím byl míněn sabat |
| Ruština       | пятница pjátnica           | pátý den týdne | ve slovanských jazycích jsou jména dnů spjatá s jejich pořadím v týdnu a s několika církevními obyčeji |
| Španělština   | viernes                    | Venušin den    | doslovný překlad |
| Švédština     | fredag                     | Freyin den     | doslovný překlad |
| Turečtina     | cuma -                     |                | |